# Gilbert Gifford
Gilbert Gifford (* 1560 in Staffordshire; † November 1590 in Paris) war ein englischer Spion. Er arbeitete für Sir Francis Walsingham und war in die Babington-Verschwörung verwickelt.

## Leben
Gilbert Gifford wurde 1560 in Staffordshire als Sohn des Katholiken John Gifford geboren. 1577 begann er am Englischen Kolleg in Douai unter Kardinal Allen seine Ausbildung zum Priester. Verwandte mit dem Nachnamen „Gifford“ sind sein Vetter William Gilbert, Prof. of Divinity am Seminar in Reims und sein Bruder George Gifford, der dem Duc of Guise für 800 Kronen anbot, Königin Elisabeth zu ermorden.
Zwei Jahre später wechselte er zum Englischen Kolleg in Rom. Nach seiner Ausweisung von Rom gab ihm Kardinal Allen 1582 eine zweite Chance, inzwischen nicht mehr in Douai, sondern in Reims. Er wechselte mehrfach zwischen England und Frankreich und Italien hin und her und wurde 1585 zum Diakon geweiht.
Um diese Zeit befreundete er sich mit John Savage, der in die Verschwörung um die Ermordung von Königin Elisabeth und die Inthronisierung von Maria, der Königin von Schottland, verwickelt war. Im Oktober 1585 verließ Gifford erneut Reims, um in Paris Thomas Morgan zu treffen, einen anderen Beteiligten an der Babington-Verschwörung und Agenten von Maria Stuart und Charles Paget. Im Dezember 1585 wurde er in England verhaftet, wo er in London durch Sir Francis Walsingham, den Chef des königlichen Geheimdiensts verhört wurde. Wahrscheinlich im Verlauf der Verhöre oder früher muss Gifford eingewilligt haben, als Doppelagent auch für die königliche Seite zu arbeiten. Er gewann bald das Vertrauen von Maria Stuart und übernahm die Rolle, in Bierfässern versteckte Briefe von ihr und an sie zu schmuggeln. Diese Briefe wurden insgeheim an Francis Walsingham ausgehändigt und führten zu Verhaftung und Exekution von Anthony Babington und der anderen Verschwörer sowie auch zur Hinrichtung von Maria.
Gifford, bekannt als Nr. 4 in London, benutzte verschiedene Decknamen wie Colerdin, Pietro oder Cornelys. Er verließ England, um 1586/87 nach Paris zu reisen. Er wurde im März 1587 zum Priester geweiht. Im Dezember 1587 wurde er in einem Freudenhaus verhaftet und starb im November 1590 im Gefängnis von Paris.